# Pansement
Pour les articles homonymes, voir Band Aid.

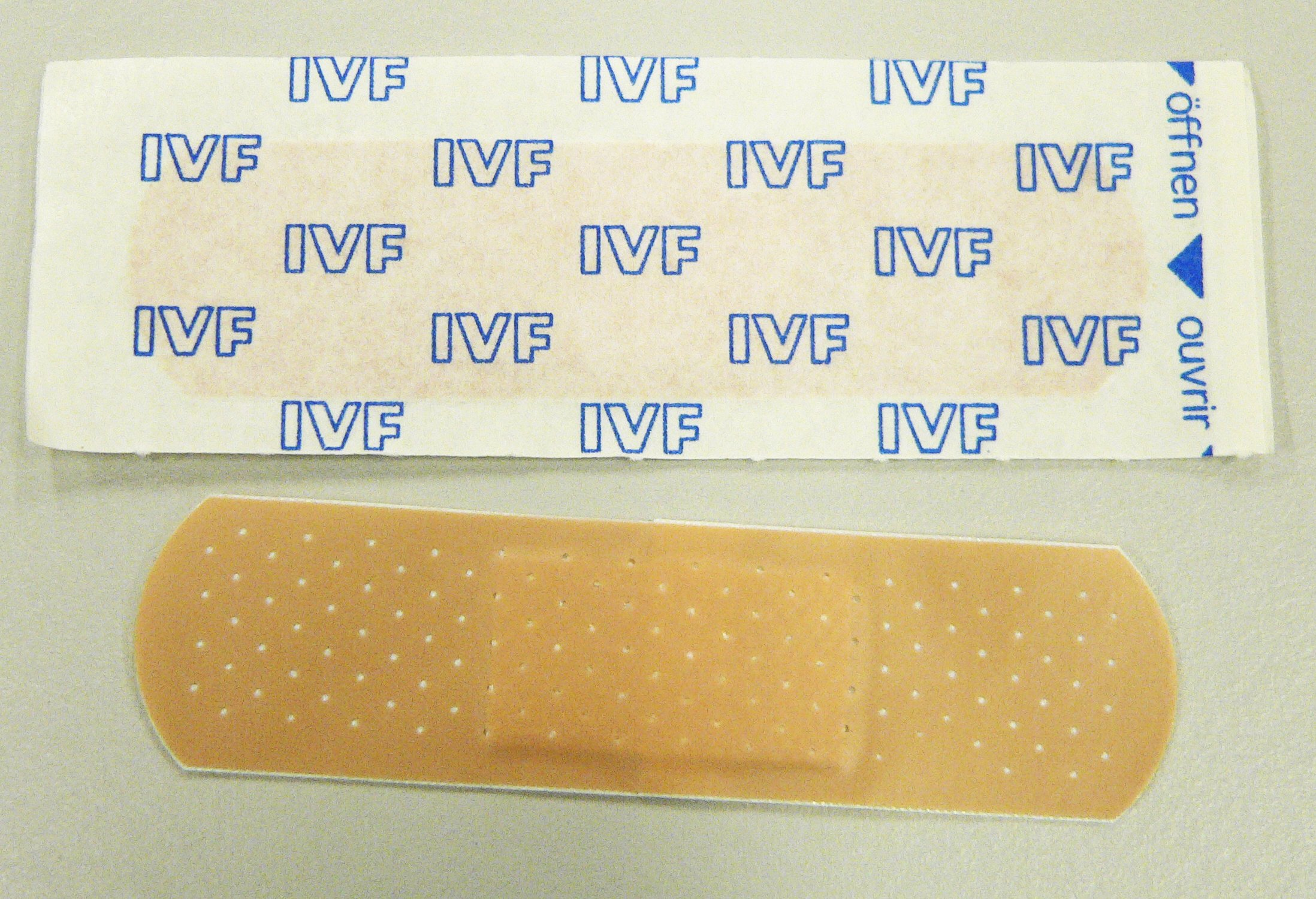
Pansement classique.

Un pansement est un dispositif de protection permettant de recouvrir une plaie située sur la peau. Le pansement adhésif est parfois désigné en France par le terme éponyme sparadrap ou, au Canada francophone, diachylon ou plaster, nom commun emprunté à l'anglais.

## Histoire
Le pansement est une mesure de soin des plaies mise au point dès la préhistoire, et documentée dès l'Antiquité. Au Moyen Âge, Fra Tederico (Lucca, 1206 – Bologne, 1298), disciple (et peut-être fils) d'Ugo de Borgognoni da Lucca, auteur d'un traité de chirurgie en 1260 préconise l'usage de pansements imbibés de vin pour aseptiser rapidement les plaies. Le Livre du trésor de chirurgie en français, daté du XIVe ou XVe siècle, qui serait bien l'œuvre de l'école de chirurgie de Paris contient une « toile de maistre Jehan Pitart contre toutes bleceures de jambes et d'autres lieus et en ot la recepte du roy de France », c'est-à-dire une recette de pansement formé d'une toile enduite de suif de cerf et de gommes cuits au vin pour désinfecter la plaie,. Au XVe siècle, François Rabelais fait réaliser par son héros, Pantagruel un pansement à l'alcool qui vaut à ses serviteurs « d'estre tantost gueris ».  
La définition du pansement figure dès la première édition de l'encyclopédie de Denis Diderot en 1765.
Les guerres napoléoniennes contribuent à leur popularité. Pendant le siège de Paris en 1870, le médecin Alphonse Guérin, développe le pansement ouaté. Sa méthode permet d'éviter efficacement que les germes présents dans l'air n'atteignent une plaie. Elle lui vaudra le surnom de « père de la méthode aseptique».

## Usage
Le pansement a plusieurs buts :
- protéger la plaie (contre une infection, une irritation) et l'isoler du milieu extérieur ;
- permettre une meilleure cicatrisation en maintenant un milieu humide favorable sur le lit de la plaie ;
- faire cesser un saignement minime en comprimant les petits vaisseaux ;
- rapprocher les berges d'une plaie ;
- absorber les exsudats afin de préserver les berges de la plaie et la peau péri-lésionnelle. Le pansement doit également retenir les exsudats afin d'éviter la macération des berges.

## Types

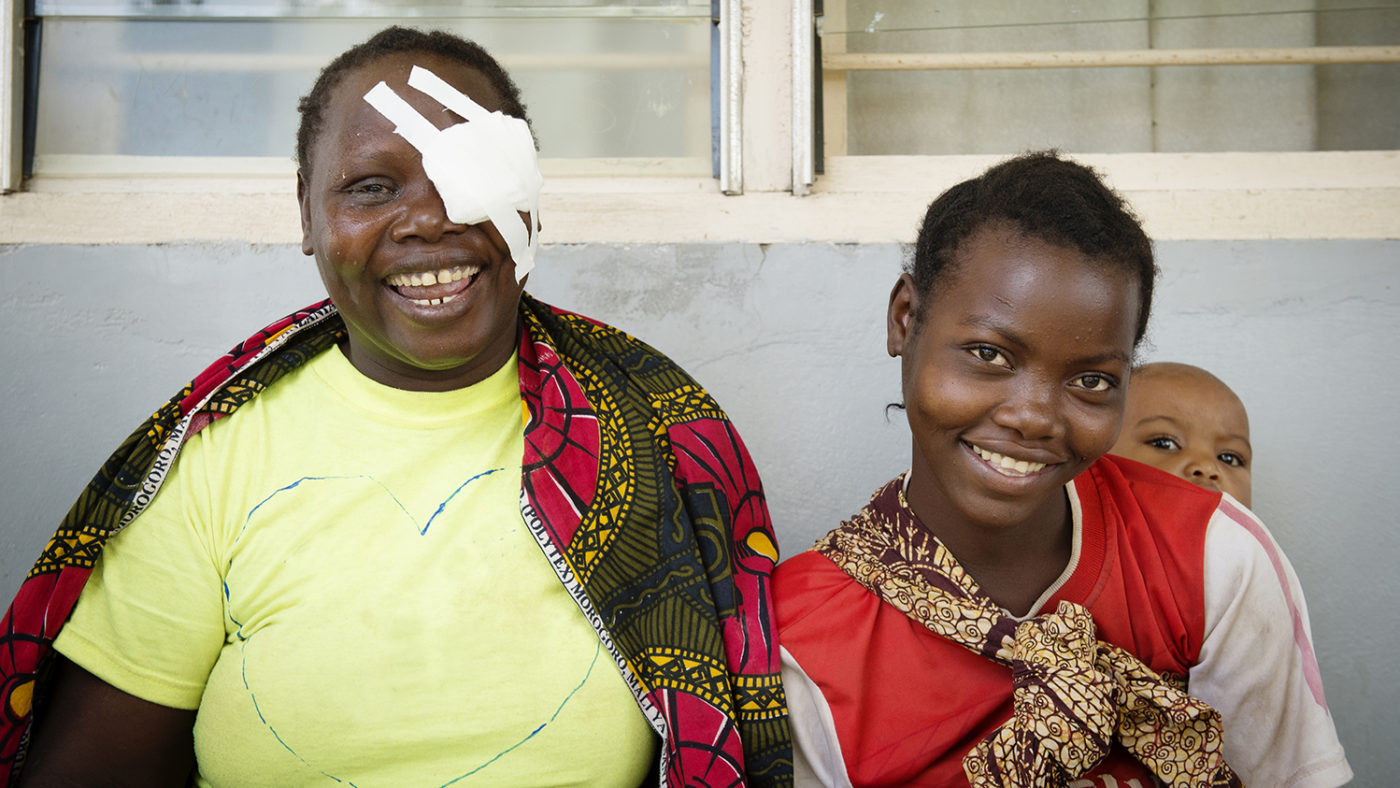
Une femme de Tanzanie quitte l'hôpital avec un pansement après une chirurgie oculaire.

Les pansements sont nombreux et varient selon le type de plaies.
Une de ses formes les plus communes dans la vie quotidienne se présente sous la forme d'une fine compresse maintenue sur la plaie par un adhésif. Cependant, il s'agit là de pansements dits « secs » qui ne permettent pas le maintien d'un milieu humide. Il existe également des pansements dits « modernes » : hydrocellulaires, hydrofibres, alginates, hydrogels et hydrocolloïdes. Le choix du type de pansement doit être fonction du stade de la plaie (état de la plaie qui peut être nécrotique, fibrineuse, bourgeonnante, en voie d'épidermisation), le prix et du niveau d'exsudat (liquide sécrété par la plaie et pouvant être d'un volume plus ou moins élevé). Certains pansements sont également dits à hématose et se présentent sous forme de mèches coagulantes ou de poudre.
Remarques relatives au choix d'un pansement :
- le patient peut être allergique à l'un des composants du pansement (film plastique, gel, adhésif) : vérifier au préalable ;
- un pansement trop adhésif ou desséché peut être douloureux à l'ablation ;
- un pansement non transparent peut gêner la surveillance de la plaie.

De couleur claire, le pansement contraste avec les pigmentations foncées de peau. Toutefois en 2020 apparaissent au Royaume-Uni des pansements disponibles pour trois tons de peau (claire, moyenne et foncée).